# مهرج البلاط الملكي (فلم)
مهرج البلاط الملكي (بالإنجليزية: The Court Jester) فيلم موسيقي من إخراج ملفين فرانك. وبطولة باسل راثبون، داني كاي، تدور أحداث الفيلم في العصور الوسطى في إنجلترا، الفيلم من إنتاج شركة باراماونت بيكتشرز بتصوير ملون وبصيغة الشاشة العريضة.

## روابط خارجية
- مقالات تستعمل روابط فنية بلا صلة مع ويكي بيانات